# CS-310
La CS-310 (Carretera Secundària 310) és una carretera de la Xarxa de Carreteres d'Andorra, que comunica la CG-3, amb la Collada de Beixalís. També és anomenada Carretera d'Anyós.
Segons la codificació de carreteres d'Andorra aquesta carretera correspon a una Carretera Secundària, és a dir, aquelles carreteres què comuniquen una Carretera General amb un poble o zona.
Aquesta carretera és d'ús local ja què només l'utilitzen los veïns de les poblacions que recorre.
La carretera té en total 8,7 quilòmetres de recorregut. La carretera transcorre majoritàriament per la Parròquia de La Massana i acaba al límit amb la Parròquia d'Encamp. En raó d'aquest canvi, aquest eix se perllonge però esdevé la CS-210, en direcció cap a Encamp.

## Punts d'Interés
- Església de Sant Cristòfol d'Anyós

## Record[4][5]
La policia andorrana ha comunicat que, al març de 2017, van detenir un conductor, veí del Principat, que va marcar un rècord mundial: Va marcar la taxa d'alcoholèmia més alta fins al moment: 4,85 grams d'alcohol per litre. L'home, de 52 anys, va patir una sortida de la via i va caure muntanya avall per la carretera CS-310 a l'Aldosa de la Massana. En el sinistre no hi va haver cap més cotxe implicat i no va causar cap ferit, només danys materials.
Quan la policia va arribar per ajudar-lo, es van adonar de l'estat d'embriaguesa que tenia i el van dur a l'Hospital Nostra Senyora de Meritxell. Un cop allà van fer un examen en el que van poder comprovar que l'home sextuplicava el màxim permès, que al Principat és de 0,8. Circular per sobre d'aquesta taxa suposa, a Andorra, anar fins a un any a la presó i la privació del permís de conduir fins a tres anys. Fonts policials han explicat que l'home ja ha passat a disposició judicial.
El rècord el tenia un conductor basc. Fins ara el rècord mundial de conduir ebri el tenia un conductor basc, a qui la policia francesa va interceptar l'agost passat mentre circulava amb una taxa de 4,75 g/l. L'home, de 56 anys, va conduir 240 quilòmetres fins que la gendarmeria el va interceptar a l'autopista A-89.
A Andorra, el rècord anterior el tenia un resident de 47 anys, que el 29 de maig del 2015 va patir un accident. Arran de l'estat d'embriaguesa, els agents no li van poder fer la prova i el van portar a l'hospital.

## Recorregut
- Prop de Sispony (CG-3)
- Anyós
- L'Aldosa
- Collada de Beixalís[6]

| Tipus de Sortida | Direcció de la sortida | Carretera que hi enllaça | Qm  |
| ---------------- | ---------------------- | ------------------------ | --- |
| CS-310           | (prop de Sispony)      | CG-3                     | 0   |
|                  | Anyós                  |                          | 1   |
|                  | L'Aldosa               |                          | 1,5 |
|                  | Collada de Beixalís    | CS-210                   | 9   |